# Roman Bezrukavnikov
Roman Bezrukavnikov é um matemático estadunidense. É professor do Instituto de Tecnologia de Massachusetts.
Graduado em matemática em 1990 na Moscow State School 57, obteve um doutorado em 1998 na Universidade de Tel Aviv, orientado por Joseph Bernstein, com a tese Homology Properties of Representations of p-adic groups Related to Geometry of the Group at Infinity.
Foi professor visitante no Instituto de Estudos Avançados de Princeton em 1996-1998 e novamente em 2007-2008. Foi palestrante convidado do Congresso Internacional de Matemáticos em Madrid (2006).